# Barbara Hicks
Barbara Hicks (Wolverhampton, 12 de agosto de 1924 – 6 de septiembre de 2013) fue una actriz británica. Sus papeles más conocidos fueron en el film de Terry Gilliam de 1985 Brazil y Regreso a Howards End en 1992.

## Biografía
Hicks nació en Wolverhampton, aunque vivió en Little Maplestead, Essex. Fue a la escuela en la Adcote School, Shropshire.
Después de asistir a clases en la Webber Douglas School of Dramatic Art, debutó en el teatro en 1948 en el Royal Court, Liverpool en la obra Written for a Lady de Leo Marks. De allí pasó al Garrick Theatre y su debut en el West End.
Estuvo casada durante más de 40 años con el teniente coronel Peter Taylor (1913–2010), que sirvió en el frente italiano de la Segunda Guerra Mundial y ganando dos cruces militares en 1944.
Era la madre del también actor Giles Taylor.

## Filmografía
| Año  | título                               | Director            | Personaje                 |
| ---- | ------------------------------------ | ------------------- | ------------------------- |
| 1953 | Background                           | Daniel Birt         | Señora Young              |
| 1954 | Conflict of Wings                    | John Eldridge       | Señora Thompson           |
| 1954 | Child's Play                         | Margaret Thomson    | Mujer policía             |
| 1956 | Sailor Beware!                       | Gordon Parry        | Madre dela niña           |
| 1958 | Yo fui el doble de Montgomery        | John Guillermin     | Hester                    |
| 1958 | Nowhere to Go                        | Seth Holt           | Agnes la sirvienta        |
| 1959 | Las voluntarias                      | Gilbert Gunn        | Sergeant Merrifield       |
| 1960 | Operación Robinson                   | Guy Hamilton        | Señora Price              |
| 1961 | His and Hers                         | Brian Desmond Hurst | Mujer                     |
| 1961 | Hand in Hand                         | Philip Leacock      | Señora Roberts            |
| 1961 | A Matter of WHO                      | Don Chaffey         | Margery                   |
| 1961 | Petticoat Pirates                    | David MacDonald     | Instructora y entrenadora |
| 1963 | Los problemas del doctor             | Ralph Thomas        | Recepcionista             |
| 1964 | Smokescreen                          | Jim O'Connolly      | Señora Breen              |
| 1964 | The Third Secret                     | Charles Crichton    | Secretaria de la policía  |
| 1968 | La última carga                      | Tony Richardson     | Dama de la señora Duberly |
| 1978 | Muerte en el Nilo                    | John Guillermin     | profesora                 |
| 1980 | The Wildcats of St Trinian's         | Frank Launder       | Señora Coke               |
| 1981 | Memorias de una superviviente        | David Gladwell      | Mujer                     |
| 1982 | Muerte bajo el sol                   | Guy Hamilton        | Secretaria de Flewitt     |
| 1982 | Britannia Hospital                   | Lindsay Anderson    | Señora Tinker             |
| 1985 | Brazil                               | Terry Gilliam       | Señora Alma Terrain       |
| 1985 | Los locos del planeta Blob           | Mike Hodges         | Estenógrafa               |
| 1986 | The Murder at the Vicarage           | Julian Amyes        | Miss Hartnell             |
| 1988 | We Think the World of You            | Colin Gregg         | Residents Assoc. Lady 1   |
| 1989 | Wilt                                 | Ms Clinch           |                           |
| 1990 | The Witches                          | Regina              | no acreditada             |
| 1992 | Regreso a Howards End                | James Ivory         | Miss Avery                |
| 1992 | Orlando                              | Sally Potter        | Segunda mujer             |
| 1992 | The Mirror Crack'd from Side to Side | Norman Stone        | Señora Hartnell           |
| 1997 | Remember Me?                         | Nick Hurran         | Hija de Elderly           |
| 1997 | Cuento de hadas                      | Charles Sturridge   | Mujer de ciudad           |
| 1997 | Déjà vu                              | Henry Jaglom        | Ama de casa               |
| 2000 | El misterio de la villa              | Philip Haas         | Lulu Good                 |